# Sarpestus bistriga
Sarpestus bistriga är en insektsart som beskrevs av Walker 1870. Sarpestus bistriga ingår i släktet Sarpestus och familjen dvärgstritar. Inga underarter finns listade i Catalogue of Life.